# Antonio Valencia (Fußballspieler, 1925)
Antonio José Valencia (* 10. Mai 1925 in Oruro; † unbekannt) war ein bolivianischer Fußballspieler. Der Mittelfeldspieler nahm mit der bolivianischen Nationalmannschaft an der Fußball-Weltmeisterschaft 1950 teil. 

## Karriere

### Verein
Auf Vereinsebene begann Antonio Valencia seine Karriere beim CD Litoral und wechselte 1949 zum Club Bolívar, mit dem er zwei Meisterschaften gewann. Weitere Daten über seine Vereinskarriere sind nicht bekannt.

### Nationalmannschaft
Valencia debütierte in der Nationalmannschaft beim Campeonato Sudamericano 1949 und bestritt alle sieben Spiele für sein Team. Die Verdes kamen mit vier Siegen bei drei Niederlagen auf den vierten Turnierplatz. Er nahm im Folgejahr an der Weltmeisterschaft in Brasilien teil. Dort kam er bei der 0:8-Niederlage im einzigen Spiel gegen den späteren Weltmeister Uruguay zum Einsatz. Beim Campeonato Sudamericano 1953 stand er erneut im Kader, bestritt aber nur eine Partie. Die 1:8-Niederlage gegen Brasilien war Valencias neuntes und letztes Länderspiel.

## Erfolge
Bolívar
- Bolivianischer Meister: 1950, 1953